# Ilvåstjärnen
Ilvåstjärnen är en sjö i Bräcke kommun i Jämtland och ingår i Ljungans huvudavrinningsområde. Sjön är 9 meter djup, har en yta på 0,0137 kvadratkilometer och är belägen 400 meter över havet.